# Genius (programma televisivo)
Genius è stato un quiz televisivo italiano per ragazzi dagli 11 ai 13 anni di età, condotto da Alessandro Cecchi Paone su Italia 1 il 21 dicembre 2001 e da Mike Bongiorno su Rete 4 dal 6 novembre 2003 al 21 aprile 2006.

## Il programma
Tratto dal format statunitense della Fox Challenge of the Child Geniuses, il programma debuttò con una puntata pilota su Italia 1 il 21 dicembre 2001, condotta da Alessandro Cecchi Paone, con la quale ottenne successo, facendo 2.702.000 spettatori e l'11,09% di share, mentre la prima serie iniziò il 6 novembre 2003 su Rete 4 in prima serata per 10 puntate, con la conduzione di Mike Bongiorno. I vincitori di ogni serata ottenevano come premio un viaggio all'estero con i genitori.
La puntata finale ("finalissima") era composta dai vincitori delle 10 puntate. Il montepremi, del valore di 60000 € e destinato all'impiego come borsa di studio, fu vinto da Niccolò Caminada, ragazzo di terza media. Il secondo premio era costituito dalla somma di € 15.000 più un computer portatile. Il programma fu registrato presso lo Studio 11 di Cologno Monzese tra il 2003 e il 2004, mentre l'edizione conclusiva ebbe luogo nel 2005, presso lo Studio 7.
Visto il successo di critica e di pubblico, il programma fu riproposto in una nuova veste nella fascia del day-time, sostituendo in tale orario la storica trasmissione La ruota della fortuna, anch'essa condotta da Bongiorno: 9 ragazzi per ogni puntata si affrontavano con l'obiettivo di salire sul podio ed essere eletti campioni. La trasmissione era andata in onda prima dal lunedì al sabato (dal 2 febbraio al 3 luglio e dal 20 settembre al 24 dicembre 2004) e poi dal lunedì al venerdì (dal 7 marzo al 1º luglio 2005 e dal 3 ottobre 2005 al 21 aprile 2006).
Nella seconda serie, dopo una prima selezione, solo 6 concorrenti passavano il turno. Successivamente i 6 sopravvissuti si sfidavano in tre confronti diretti. I tre rimasti rispondevano a 6 domande basate su definizioni tratte dal dizionario o dall'enciclopedia; veniva eliminato il concorrente che alla fine del primo giro aveva totalizzato meno punti. Al termine della puntata rimaneva soltanto un ragazzo, che si sfidava con il campione in carica. Chi vinceva la sfida veniva nominato campione (o confermato, se lo era già), si aggiudicava 500 euro e, per mantenere il titolo, doveva continuare a battere i finalisti di turno nelle puntate successive; il finalista battuto si aggiudicava invece un premio di consolazione.
Al termine della stagione, tutti i campioni della serie venivano fatti sfidare in un'unica puntata serale, con durata tra i 120 e i 150 minuti, al termine della quale si determinava il "Super Genius" dell'anno. L'ultima puntata era andata in onda il 21 aprile 2006.

## I giochi
Tra i giochi frequenti nel penultimo quiz troviamo:
- Il gioco del sì o no
- Le domande a scelta multipla/Da tre a sei
- La sfida al pulsante
- Il gioco delle domande con risposte a scelta multipla e secche per ogni argomento
- Il gioco delle definizioni
- La domanda di spareggio
- Il gioco degli abbinamenti
- La uno, la due o la tre?
- Il gioco della materia scelta
- Il gioco della rimonta
- Raccontami tutto quello che sai ...
- Io so quello che tu non sai

## Parodie
Le riprese ed i fuorionda del programma ispirarono una parodia radiofonica di grande successo di Fiorello, Marco Baldini, Enrico Cremonesi e Francesco Bozzi a Viva Radio 2, in cui veniva stereotipato il comportamento e la conduzione di Mike Bongiorno in diretta e fuori onda con il regista Mario Bianchi.
Negli sketch del programma si sente quasi sempre Bongiorno confuso, arrabbiato e a volte che si dimentica le cose, presentando in certi casi il programma con titoli diversi e chiamando i piccoli concorrenti con insulti e imprecazioni (come scarafaggio, sterco, ecc...) per poi arrivare ad insultarli in ogni stacco pubblicitario dopo aver sbagliato la domanda, talvolta anche arrivando ad uccidere gli stessi concorrenti, con risultati grotteschi.